# TPPP2
TPPP2 (англ. Tubulin polymerization promoting protein family member 2) – білок, який кодується однойменним геном, розташованим у людей на 14-й хромосомі. Довжина поліпептидного ланцюга білка становить 170 амінокислот, а молекулярна маса — 18 503.
| 10         |  | 20         |  | 30         |  | 40         |  | 50         |
| ---------- |  | ---------- |  | ---------- |  | ---------- |  | ---------- |
| MASEAEKTFH |  | RFAAFGESSS |  | SGTEMNNKNF |  | SKLCKDCGIM |  | DGKTVTSTDV |
| DIVFSKVKAK |  | NARTITFQQF |  | KEAVKELGQK |  | RFKGKSPDEV |  | LENIYGLMEG |
| KDPATTGATK |  | ATTVGAVDRL |  | TDTSKYTGTH |  | KERFDESGKG |  | KGIAGREEMT |
| DNTGYVSGYK |  | GSGTYDKKTK |  |            |  |            |  |            |

A: Аланін

C: Цистеїн

D: Аспарагінова кислота

E: Глутамінова кислота

F: Фенілаланін

G: Гліцин

H: Гістидин

I: Ізолейцин

K: Лізин

L: Лейцин

M: Метіонін

N: Аспарагін

P: Пролін

Q: Глутамін

R: Аргінін

S: Серин

T: Треонін

V: Валін

Локалізований у цитоплазмі.